# Over My Head (Cable Car)
Over My Head (Cable Car) är en rocklåt av det amerikanska bandet The Fray på albumet How to Save a Life.
Låten var den 5:e mest nedladdade i USA 2005.